# Coppa Italia 2021-2022 (pallavolo maschile)
La Coppa Italia 2021-2022 si è svolta dal 16 gennaio al 6 marzo 2022: al torneo hanno partecipato otto squadre di club italiane e la vittoria finale è andata per la terza volta alla Sir Safety Perugia.

## Formula
La formula ha previsto quarti di finale, semifinali e finale.

## Squadre partecipanti
| Squadra            | Qualificazione                           |
| ------------------ | ---------------------------------------- |
| Lube               | 2ª al girone di andata Superlega 2021-22 |
| Milano             | 5ª al girone di andata Superlega 2021-22 |
| Modena             | 3ª al girone di andata Superlega 2021-22 |
| Padova             | 8ª al girone di andata Superlega 2021-22 |
| Powervolley Milano | 7ª al girone di andata Superlega 2021-22 |
| Sir Safety Perugia | 1ª al girone di andata Superlega 2021-22 |
| Trentino           | 4ª al girone di andata Superlega 2021-22 |
| You Energy         | 6ª al girone di andata Superlega 2021-22 |

## Torneo

### Tabellone
|  | Quarti di finale | Quarti di finale   | Quarti di finale |  |   | Semifinali         | Semifinali         | Semifinali |  |   | Finale             | Finale   | Finale |
|  |                  |                    |                  |  |   |                    |                    |            |  |   |                    |          |        |
|  | 1                | Sir Safety Perugia | 3                |  |   |                    |                    |            |  |   |                    |          |        |
|  | 1                | Sir Safety Perugia | 3                |  |   |                    |                    |            |  |   |                    |          |        |
|  | 8                | Padova             | 0                |  |   |                    |                    |            |  |   |                    |          |        |
|  | 8                | Padova             | 0                |  | 1 | Sir Safety Perugia | 3                  |            |  |   |                    |          |        |
|  |                  |                    |                  |  | 1 | Sir Safety Perugia | 3                  |            |  |   |                    |          |        |
|  |                  |                    |                  |  |   | 6                  | You Energy         | 1          |  |   |                    |          |        |
|  | 3                | Modena             | 1                |  |   | 6                  | You Energy         | 1          |  |   |                    |          |        |
|  | 3                | Modena             | 1                |  |   |                    |                    |            |  |   |                    |          |        |
|  | 6                | You Energy         | 3                |  |   |                    |                    |            |  |   |                    |          |        |
|  | 6                | You Energy         | 3                |  |   |                    |                    |            |  | 1 | Sir Safety Perugia | 3        |        |
|  |                  |                    |                  |  |   |                    |                    |            |  | 1 | Sir Safety Perugia | 3        |        |
|  |                  |                    |                  |  |   |                    |                    |            |  |   | 4                  | Trentino | 1      |
|  | 4                | Trentino           | 3                |  |   |                    |                    |            |  |   | 4                  | Trentino | 1      |
|  | 4                | Trentino           | 3                |  |   |                    |                    |            |  |   |                    |          |        |
|  | 5                | Milano             | 0                |  |   |                    |                    |            |  |   |                    |          |        |
|  | 5                | Milano             | 0                |  | 4 | Trentino           | 3                  |            |  |   |                    |          |        |
|  |                  |                    |                  |  | 4 | Trentino           | 3                  |            |  |   |                    |          |        |
|  |                  |                    |                  |  |   | 7                  | Powervolley Milano | 0          |  |   |                    |          |        |
|  | 2                | Lube               | 1                |  |   | 7                  | Powervolley Milano | 0          |  |   |                    |          |        |
|  | 2                | Lube               | 1                |  |   |                    |                    |            |  |   |                    |          |        |
|  | 7                | Powervolley Milano | 3                |  |   |                    |                    |            |  |   |                    |          |        |
|  | 7                | Powervolley Milano | 3                |  |   |                    |                    |            |  |   |                    |          |        |

### Risultati

#### Quarti di finale
| 19 gennaio 2022 PalaEvangelisti, Perugia Durata: 1h:19 - Spettatori: 757            | Sir Safety Perugia | 3 - 0 | Padova             | 25-15, 25-23, 25-21        |
| 16 gennaio 2022 PalaPanini, Modena Durata: 1h:53 - Spettatori: 1 870                | Modena             | 1 - 3 | You Energy         | 20-25, 25-22, 21-25, 24-26 |
| 16 gennaio 2022 PalaCivitanova, Civitanova Marche Durata: 1h:56 - Spettatori: 1 093 | Lube               | 1 - 3 | Powervolley Milano | 22-25, 25-19, 20-25, 27-29 |
| 16 gennaio 2022 PalaTrento, Trento Durata: 1h:07 - Spettatori: 1 245                | Trentino           | 3 - 0 | Milano             | 25-16, 25-13, 25-21        |

#### Semifinali
| 5 marzo 2022 Unipol Arena, Casalecchio di Reno Durata: 1h:43 - Spettatori: ? | Sir Safety Perugia | 3 - 1 | You Energy         | 25-22, 23-25, 25-23, 25-18 |
| 5 marzo 2022 Unipol Arena, Casalecchio di Reno Durata: 1h:02 - Spettatori: ? | Trentino           | 3 - 0 | Powervolley Milano | 25-14, 25-20, 25-20        |

#### Finale
| 6 marzo 2022 Unipol Arena, Casalecchio di Reno Durata: 1h:44 - Spettatori: 4 965 | Sir Safety Perugia | 3 - 1 | Trentino | 25-17, 25-17, 23-25, 25-23 |